# Računari u vašoj kući
Računari u vašoj kući bio je srpski računalni časopis kojeg je izdavala tvrtka Beogradski izdavačko-grafički zavod OOUR Duga (BIGZ Duga), inače izdavač i popularno-znanstvenog časopisa Galaksija. 
Prvi broj izašao je u prosincu 1983. dok je broj nosio datum siječanj 1984. Naklada prvog broja bila je 30.000 primjeraka i bio je brzo rasprodan, tako da je tiskano novih 30.000, pa još 40.000 primjeraka. Izlazak Računara u vašoj kući izazvao je senzaciju na tržištu SFRJ, jer do tada nije bilo specijaliziranog časopisa za računala koja su sve više ulazila u tadašnje društvo. Na drugi broj Računara u vašoj kući čekalo se do srpnja 1984., što je bila poslovna politika BIGZ Duga. Zbog rupe na tržištu, pojavili su se prvi ozbiljni takmaci: slovenski časopis Moj mikro (Delo), i srpski časopis Svet kompjutera (Politika). Za razliku od slovenskog Mog Mikra, Računari su bili tiskani na novinskom papiru, ali u boji, i prodajna cijena je bila znatno jeftinija. Prvi broj sadržavao je upustva za samogradnju kućnog računala Galaksija, a nekoliko narednih brojeva imalo je rubrike o raznim sklopovskim i softverskim preinakama za isto računalo. Časopis se bavio raznim temama: kućnim računalima, softverom, sklopovljem, a kasnije sve više opisima programa i IBM PC računalima, mrežama... 
Računari u vašoj kući prestali su se izdavati 1999. zbog poslovih problema BIGZ Duga, a i zbog odlaska cijelog uređivačkog tima koji su osnovali novi časopis PC press.

## Vanjske poveznice
- Digitalizirane stranice  "Računari u vašoj kući"
- Dejan Ristanović o Računarima u vašoj kući